# Marijevske reforme
Marijeve ili Marijevske pretvorbe je naziv za reforme koje je na početku svog mandata godine 107. pr. Kr proveo rimski konzul Gaj Marije u svrhu poboljšanja vojne moći Rimske Republike. Njima je tadašnja rimska vojska od policijske pretvorena u profesionalnu što je imalo dalekosežne političke posljedice - s jedne strane je Rim sebe potvrdio kao najdjelotvorniju vojnu silu antike, dok je s druge strane potkopan autoritet civilne vlasti i stvoreni uvjeti da se Republika pretvori u Carstvo.

## Pretvorbe
Procenjujući da mu je potrebna brojnija vojska za završetak Jugurtinog rata, Gaj Marije je želio sprovesti

## Vanjske poveznice
- An article on the Marian Reforms at unrv.com
- Marius' Mules  Arhivirana inačica izvorne stranice od 7. kolovoza 2009. (Wayback Machine) The Roman Army Before and After the Marian Reforms.